# Partido Socialista de los Trabajadores (México)
El Partido Socialista de los Trabajadores de México (PST) fue un partido político mexicano de tendencia izquierdista. 
Gracias a la reforma política de 1977 comenzaron a surgir varios partidos de izquierda que obtuvieron su registro legal para competir en elecciones, como el histórico Partido Comunista Mexicano (PCM), que en 1981 se convertiría en el Partido Socialista Unificado de México (PSUM); el Partido Revolucionario de los Trabajadores (PRT); y el PST. 
El PST fue fundado en 1975 y obtuvo su registro durante el 5 de septiembre de 1979. Tiene como antecedente la Reunión de Intercambio y Consulta, celebrada el 24 de febrero de 1973. Durante la LI Legislatura del Congreso de la Unión de México obtuvo la cantidad de 10 diputaciones.
Sin embargo, en 1987 se renombra como Partido del Frente Cardenista de Reconstrucción Nacional, el cual durante las Elecciones federales de México de 1988 participó con el Frente Democrático Nacional, junto con diversos partidos en apoyo a la candidatura presidencial de Cuauhtémoc Cárdenas, miembro de la Corriente Democrática disidente del quien PRI. La creación de este frente derivó en la integración de muchos militantes en uno solo para 1989, que se funda como el Partido de la Revolución Democrática. El imán de este nuevo partido de izquierda aglutinador derivó en que el PST (convertido en PFCRN) perdiera votación con el tiempo y, finalmente, el registro.
Por el PST desfilaron políticos de la talla de Roberto Jaramillo Flores, Rafael Aguilar Talamantes, Carlos Navarrete Ruiz, Miguel Alonso Raya, María Mercedes Maciel Ortiz, Pedro Etienne Llano, Antonio Ortega Martínez, y César Humberto González Magallón.

## Ideología
Según su Carta-Informe que lo constituyó, se declaraba a favor de los principios del socialismo y por la transformación de la sociedad mexicana en una comunidad de orden superior en la cual no existan la opresión y la explotación. Opone a estas la cooperación y la democracia proletaria; y a la propiedad privada, la tenencia social de los medios de producción. Subordina sus objetivos estratégicos generales al sector democrático de la burocracia política; asegura que bajo la dirección de ésta, apoyada por el pueblo, los trabajadores organizados serán capaces de sobreponerse a las fuerzas del capital y abrir nuevos horizontes a la propiedad estatal y social, fórmula para el fortalecimiento de la clase obrera y de los campesinos. Este tipo de gobierno popular revolucionario representaría condiciones óptimas de transición hacia el socialismo en el país. Señala la necesidad de luchar por la implantación de una política de alianza popular revolucionaria conforme a la cual el gobierno una al pueblo contra el imperialismo y las clases poderosas que monopolizan los instrumentos del trabajo, y por la consecución de un programa de gobierno popular revolucionario que esté en condiciones de someter los intereses capitalistas, nacionalizando empresas, liquidando latifundios y garantizando la libertad y el ejercicio de las garantías a los trabajadores. Se interesa por que sus miembros reciban preparación políticas adecuada; censura la corrupción y los fraudes políticos y declara que su lucha por el poder siempre se haría por la vía legal.

## Candidatos a la Presidencia de la República
- (1982): Cándido Díaz Cerecedo